# KDRV
KDRV est une station de télévision américaine affilié au réseau ABC détenue par le groupe Heartland Media et située à Medford dans l'Oregon sur le canal 12.
La chaîne est couplée avec KDKF à Klamath Falls qui diffuse les mêmes programmes sur le canal 31 mais qui possède son propre service de nouvelles.

## Télévision numérique terrestre
| KDRV | KDKF | Résolution | Ratio | Programmation        |
| ---- | ---- | ---------- | ----- | -------------------- |
| 12.1 | 31.1 | 720p       | 16:9  | KDRV-KDKF / ABC HD   |
| 12.2 | 31.2 | 480i       | 4:3   | Antenna TV           |
| 12.3 | 31.3 | 480i       | 16:9  | Justice Network (en) |